# José Luis Prado
José Luis Prado Sánchez (Madrid, España, 15 de noviembre de 1926-Madrid, 25 de octubre de 2019) fue un futbolista español que jugaba como delantero.

## Clubes
| Club                            | País   | Año       |
| ------------------------------- | ------ | --------- |
| Club Atlético de Madrid         | España | 1947-1948 |
| Real Gijón                      | España | 1948-1951 |
| Jerez C. D.                     | España | 1951-1952 |
| R. S. Gimnástica de Torrelavega | España | 1952-1954 |
| C. F. Extremadura               | España | 1954-1957 |
| R. C. Recreativo de Huelva      | España | 1957-1958 |